# Crepidula plana
Crepidula plana é uma espécie de caracol marinho, um molusco gastrópode marinho da família Calyptraeidae, conhecidos como caracóis-chinelo ou lapas-chinelo. Esta espécie é caracterizada por uma concha branca achatada, um corpo branco e um desenvolvimento que inclui um estágio larval planctotrófico. Esta espécie geralmente ocorre dentro de grandes conchas de gastrópodes que são habitadas por caranguejos-eremita. Nesse caso, as conchas costumam ser extremamente planas e, muitas vezes, recurvadas.
Como todos os Calyptraeidae, a Crepidula plana é uma filtradora. Eles criam seus filhotes em grupos de cápsulas transparentes entre o substrato, o propódio e o pescoço.
Crepidula plana é nativa da Costa Leste da América do Norte, onde ocorre do Canadá à Carolina do Norte. Também foi relatado que foi introduzido na Baía de São Francisco. Relatos desta espécie no Golfo do México ou ao sul da Carolina do Norte são incorretos e resultam de confusão taxonômica com outras espécies planas brancas de Crepidula, incluindo Crepidula atrasolea e Crepidula depressa.

## Distribuição
No passado, foi relatado que Crepidula plana variava de 48°N a 38°S; 97,75°W a 34,9°W. Muitas dessas informações de distribuição estão incorretas, porque não foram atualizadas para refletir o entendimento taxonômico atual desse grupo de espécies semelhantes.
Pontos confirmados de sua distribuição incluem:
- Canadá: Nova Escócia, Nova Brunswick
- EUA: Massachusetts, Nova York, Nova Jersey, Maryland, Virgínia, Carolina do Norte, Carolina do Sul, Geórgia, Flórida Oriental, Flórida Ocidental, Louisiana, Flower Garden Banks (Leste e Oeste), Texas[2]
- México: Tamaulipas, Tabasco, Veracruz, Estado de Campeche, Cayo Arcas, Campeche, Estado de Yucatán, Banco Campeche, Recife Alacran, Quintana Roo[2]
- Costa Rica[2]
- Panamá[2]
- Colômbia[2]
- Venezuela: Golfo da Venezuela, Sucre, Ilha Margarita[2]
- Bermudas[2]
- Jamaica[2]
- Ilhas Virgens: Santa Cruz[2]
- São Vicente e Granadinas: Granada[2]
- Suriname[2]
- Brasil: Amapá, Ceará, Pernambuco, Rio de Janeiro, São Paulo[2]

Entretanto, desde a década de 1980, dados de sequência de DNA, dados de aloenzimas e dados de desenvolvimento têm fornecido evidências de que a Crepidula branca plana do leste da América do Norte é composta por pelo menos três espécies distintas. Na verdade, C. plana ocorre apenas da Nova Escócia e Nova Brunswick ao sul da Geórgia ou norte da Flórida. Registros de C. plana no sul da Flórida e no Golfo do México são quase certamente identificados erroneamente como C. atrasolea ou C. depressa . A identidade da espécie Crepidula branca plana que ocorre ao sul do Golfo do México (no Caribe) precisa ser reexaminada, pois certamente não é C. plana.

## Descrição
A concha é plana e branca, o septo interno é plano e não há cicatrizes musculares dentro da concha. O comprimento da concha é usualmente de 15 a 35 mm, sendo o comprimento máximo já registrado de 43 mm.
Crepidula plana produz larvas planctotróficas.

## Habitat
A profundidade mínima registrada para esta espécie é de 0 m, e a profundidade máxima registrada é de 110 m.

## Links externos
- http://www.stri.si.edu/sites/collinlab/tree_species/group_c_plana.html
- http://www.stri.si.edu/sites/collinlab/tree_species/details.php?id=15